# Minaret al-Facharíja

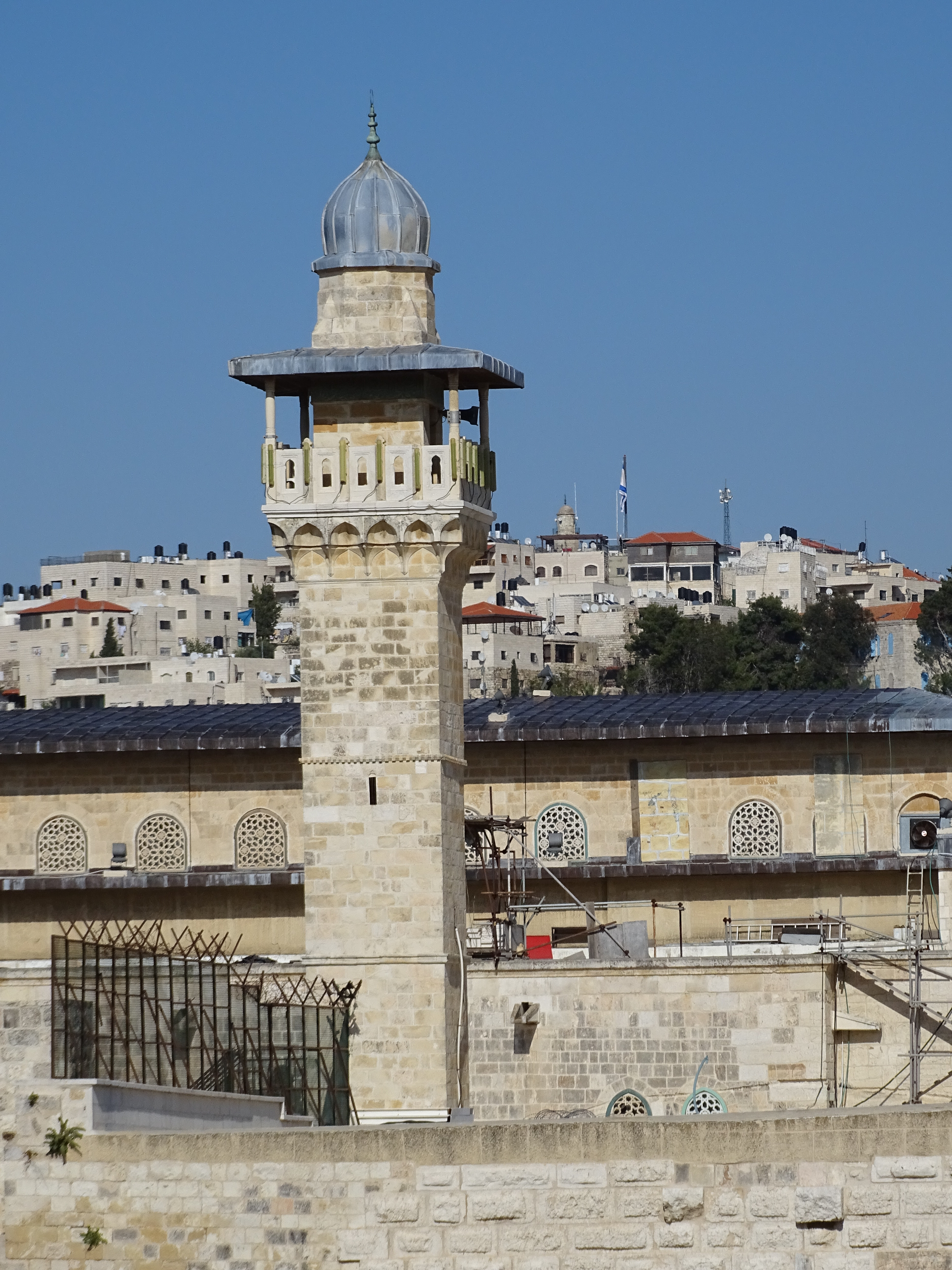
Minaret al-Facharíja

Minaret al-Facharíja, známý také jako minaret u Maghrebské brány (arabsky المئذنة الفخرية‎ resp. مئذنة باب المغاربة‎ ma'danat báb al-Magháriba), je jeden ze čtyř minaretů na Chrámové hoře ve Starém Městě v Jeruzalémě; všechny patří k mešitě al-Aksá.

## Minaret
Minaret al-Facharíja, který se nachází v jihozápadním rohu areálu Chrámové hory, byl postaven v roce 1278 (podle jiných zdrojů až 1297) na příkaz sultána Ladžina stavitelem Kádí Šaraf ad-Dín al-Chalílí. V roce 1922 byl obnoven. Název al-Facharíja je odvozen ze jména otce stavitele minaretu, Fachr ad-Dín al-Chalílí, na něhož měl upomínat.
Minaret čtvercového půdorysu byl postaven v tradičním syrském stylu. Zvenčí ho ozdobné lišty dělí do tří pater. Nahoře je čtvercová komora s výklenkem a platformou, z níž se vyzývá k modlitbě. Vrchol tvoří kamenná kupole pokrytá olověným pláštěm.